# Stefan Kryża
Stefan Kryża (ur. w 1933) – polski lekkoatleta, specjalizujący się w biegach średniodystansowych i długodystansowych.

## Osiągnięcia
- Mistrzostwa Polski Seniorów w Lekkoatletyce 1956
  - Zabrze – srebrny medal w biegu na 1500 m
  - Opole – brązowy medal w biegu przełajowy na 3 km